# Gafarró dels papirs
El gafarró dels papirs (Crithagra koliensis) és un ocell de la família dels fringíl·lids (Fringillidae).

## Hàbitat i distribució
Habita aiguamolls amb papirs i zones properes a l'est de la República Democràtica del Congo, Uganda, Ruanda, Burundi i oest de Kenya.